# Lacul Pyhäjärvi
Pyhäjärvi este un lac cu origine glaciară situat în Finlanda lângă orașul Tampere.
În limba finlandeză numele său înseamna lacul sfânt.
Lacul are forma literei C, cu orașele Tampere și Nokia la extremitatea nordică și Lempäälä la cea sudică.
Apa este bogată în ozon, dar și destul de poluată din cauza industriei din Tampere.

Pyhäjärvi, văzut din zona Pyynikki (Tampere)
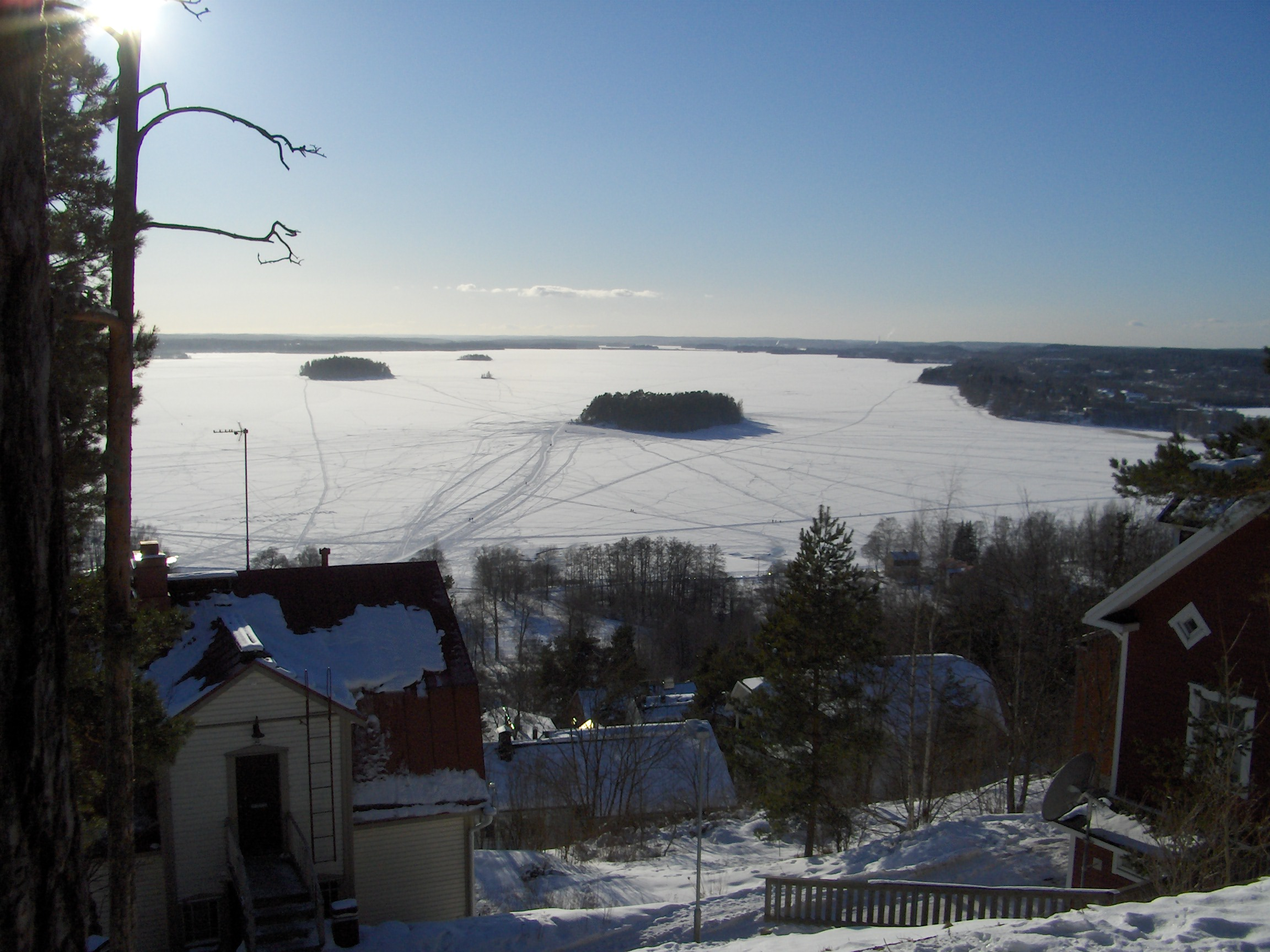
Pyhäjärvi văzut din zona Pispala (Tampere)

1. ↑  Lake Register